# 布里亚特人名
布里亚特人的名字来源于多种语言，除本民族的布里亚特语或蒙古语外，还有藏语、梵语以及俄语。除了一些来自藏语的女性名字以“玛”（མ）结尾，传统上男性同女性的名字没有词法学上的区分；直到现代很多原以辅音结尾的女性名字会在词尾添加 ，表示其在俄语中的阴性语法特征。尽管布里亚特人拥有同蒙古人一样的部落和氏族归属，但他们原本并没有类似于俄罗斯人的姓氏。在以传统蒙古文书写的俄国文书中，可以看到父名以属格形式书写在名字后。现今布里亚特人大多使用源自父名（经过传承可能已经成为了使用者祖父或曾祖父的名字）的姓氏，少数以本族语言的 、 结尾，多数以俄语的 、 结尾。

## 传统名
有些名字与个人特征有关，例如“不花”（公牛）。此外，同汉族、朝鲜族取“贱名”一样，布里亚特人也会为了辟邪而取一些不太好听的名字，如“阿扎尔嘎”（种马）、“阿尔欣沙”（醉汉）。

## 藏语名
17世纪末18世纪初，受喇嘛教的影响，藏族人名通过蒙古语传播到了布里亚特人的区域，因从藏语音译到布里亚特语的缘故，部分人名读音和藏语原名有差异，例如：“策凌”或“策棱”（羅馬化：Cyren，源於藏語：ཚེ་རིང，威利转写：tshe ring，THL：Tséring，意为长寿）、道尔吉（羅馬化：Dorži，源於藏語：རྡོ་རྗེ，威利转写：rdo rje，THL：Dorjé，意为金刚）等。

## 俄语名
俄语名也早已在布里亚特人中普及，如彼得、瓦西里、帕维尔、罗曼。在早期（十七至十九世纪），布里亚特人会使用经过语音改造的俄语名以适应布里亚特语，如“瓦西里”会被改造为“巴什拉”或“巴什里”，到了现代已逐渐趋同。

## 姓氏
同蒙古人一样，布里亚特人所属的部落有名称，然而部落名并未与个人的姓名直接连在一起使用，因此传统上无姓氏，近代以来受俄罗斯人影响，也逐渐采用了姓氏。同取名一样，姓氏也有多种来源，例如，基于藏语的“多尔日耶夫”（“道尔吉”的异音加俄语姓氏后缀）和基于俄语的“斯捷潘诺夫”等。